# Lista de idiomas que adotam o alfabeto cirílico
Os seguintes idiomas adotam oficialmente o alfabeto cirílico:

Países que adotam o alfabeto cirílico: }}

## Indo-europeias

### Eslavas
- Bielorrusso
- Búlgaro
- Russo
- Sérvio (cooficialmente com o latino)
- Ucraniano
- Macedônio

## Urálicas
- Erzya
- Komi
- Komi-permyak
- Mari
- Moksha
- Udmurte

## Altaicas
Boa parte das línguas altaicas situam-se no que foi território da antiga União Soviética, o que fez disseminar a escrita cirílica pela maioria de suas línguas. Entretanto, algumas línguas a oeste adotam o alfabeto latino e outras línguas a leste utilizam escritas tradicionais.

### Turcomanas
- Quirguiz
- Tártaro (cooficialmente com o latino)
- Uzbeque (cooficialmente com o latino)

### Mongólicas
- Mongol (co-oficialmente com a escrita tradicional mongol)

### Tungúsicas
- Even
- Evenki

## Caucasianas
- Abaza
- Abecásio
- Adigué
- Checheno
- Dargínico
- Hunzib
- Inguche

## Isoladas
- Ket
- Nivkhe
- Yukaghir

## Artificiais

### Auxiliares
- Intereslavo (alternativamente ao alfabeto latino)
- Lingua Franca Nova (alternativamente ao alfabeto latino)

### Ficcionais
- Sildavo (As Aventuras de Tintim)